# Blepharepium subcontractum
Blepharepium subcontractum là một loài ruồi trong họ Asilidae. Blepharepium subcontractum được Walker miêu tả năm 1856.